# Pseudocoris
 Pseudocoris  es un género de peces de la familia de los Labridae y del orden de los Perciformes.

## Especies
Existen 6 especies de este género, de acuerdo con FishBase:
- Pseudocoris aequalis Randall & Walsh, 2008[3]
- Pseudocoris aurantiofasciata  Fourmanoir, 1971[4]
- Pseudocoris bleekeri (Hubrecht, 1876)[5]
- Pseudocoris heteroptera (Bleeker, 1857)[6]
- Pseudocoris ocellata Chen y Shao, 1995[7]
- Pseudocoris yamashiroi (Schmidt, 1931)[8]